# Кретенизъм
Кретенизъм е изоставане в умственото и физическото развитие в резултат на недостиг на тироидни хормони (хипотиреоидизъм), често причинен от нарушения в органогенезата на щитовидната жлеза или вродени нарушения в синтеза на тироидните хормони. Ако този недостиг не се лекува, може да доведе до умствено и физическо изоставане; симптомите включват „гуша“, бедно нарастване на дължина при новородени, намалена височина при възрастни, удебелена кожа, косопад, уголемен език и изпъкнал или подут корем, закъсняло узряване на костите и закъснял пубертет, както и психични и неврологични забавяния, потисната овулация и при възрастни индивиди-стерилност. Болестта е наричана още Олигофрения.
В развитите страни тестове на функцията на щитовидната жлеза още при раждането подсигуряват започването на лечение с хормона тироксин навреме. Тези тестове и лечение почти елиминират болестта.

## Симптоми
Недостигът на йод води до постепенното нарастване на щитовидната жлеза, познато като „гуша“. Още от първата годинка при децата се наблюдава беден растеж на дължина. В зависимост от пола, генетичните фактори и интензивността на болестта, при възрастните височината варира между 100 и 160 см ако не се приложи лечение. Други признаци са удебелена кожа, косопад, уголемен език и изпъкнал или подут корем. При децата узряването на костите и пубертетът са значително забавени. При възрастните овулацията е потисната и стерилността е често срещана.
Умственото забавяне е характерно за болестта. Неврологичните проблеми могат да бъдат леки, с намалена коордонация на мускулите и крайниците, или толкова тежки, че индивидът да не може да стои прав или ходи. Психичните усложнения също варират от леки до тежки, като при най-лошите случаи индивидът не може да говори и зависи изцяло от чуждите грижи. Рефлексите и мисълта са забавени.

## Произход на термина
Етимологията на думата на френски: cretin е неясна. Оксфордският речник като основна версия предлага, че произлиза от поздрава на алпийските френскоезични планинци Chrétien ~ „християнин“.

## Диагностика
Кретенизъмът се характеризира със забавяне на растежа, забавяне в умственото и физическото развитие:
къси крайници, подут корем, широко поставени очи, полуотворена уста.